# Sammuramat
Koningin Sammuramat was de echtgenote van de Assyrische koning Shamshi-Adad V en nam het voogdijschap over haar zoon Adad-nirari III waar vanaf 810 tot 806 v.Chr. Zij wordt beschouwd als een sterke vrouw. Ze wordt soms gelijkgesteld met de legendarische Assyrische koningin Semiramis. Ze heerste ook als koningin van Babylon.